# Noorderwuppen

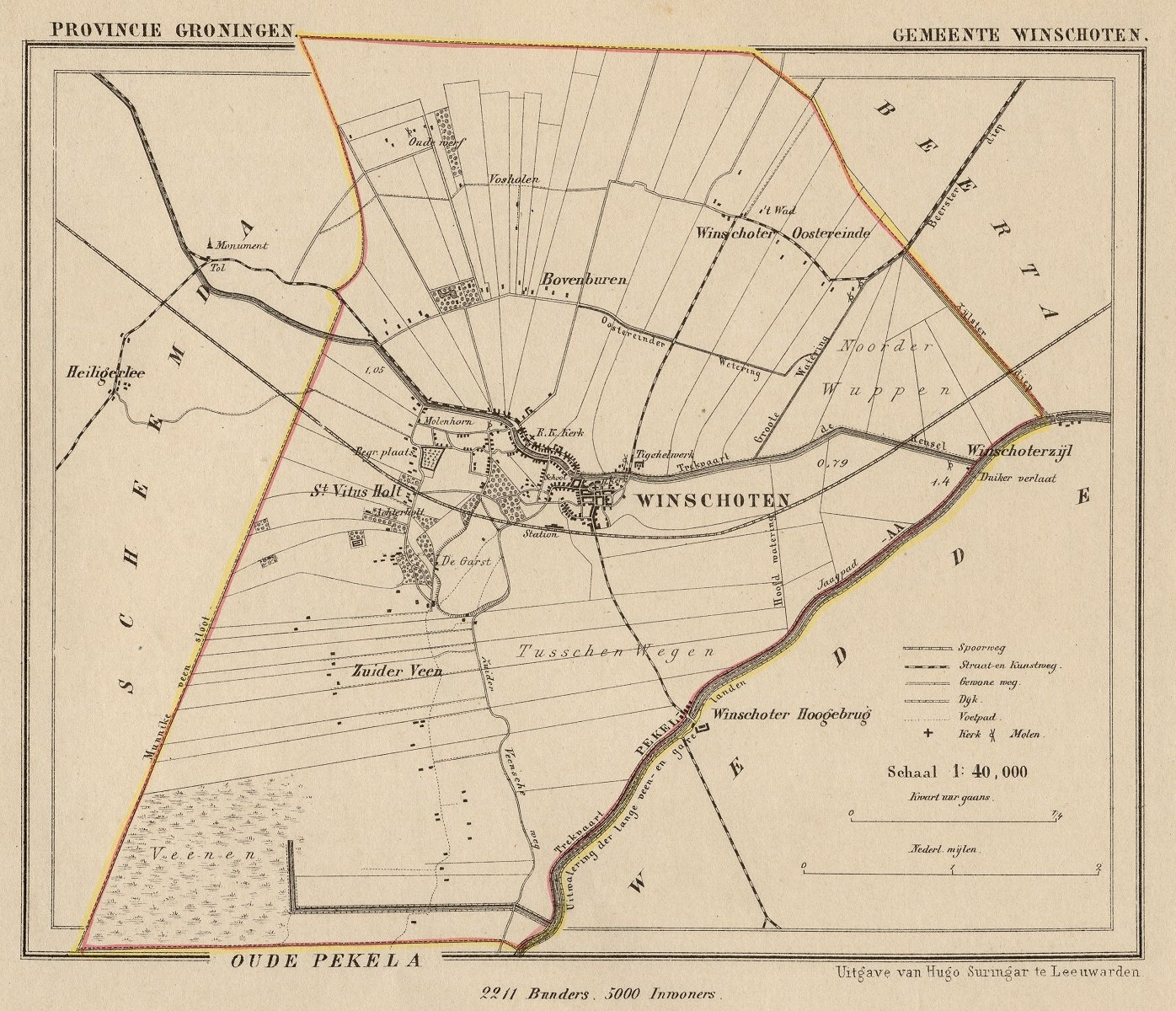
Noorderwuppen in het oosten van de toenmalige gemeente Winschoten op een kaart uit ca. 1865.

Noorderwuppen, vroeger Beertster Wippinge genoemd, is een streek in de gemeente Oldambt, in het oosten van de provincie Groningen. De streek wordt omgeven door het Winschoterdiep, het Zijlkerdiep, de Pekel A en de Rensel. De A7 en de spoorlijn Groningen - Bad Nieuweschans doorkruisen de streek.
De naam is waarschijnlijk een verbastering van wippen, in de zin van iets opwippen of ophijsen. Het Zijlkerdiep werd vroeger ook Wippingediep genoemd.